# Рене Плевен
Рене Плевен (фр. René Pleven; 15 квітня 1901, Ренн — 13 січня 1993, Париж) — французький політик і державний діяч, двічі, з 12 липня 1950 року по 28 лютого 1951 року і з 10 серпня 1951 року по 7 січня 1952 року бувши прем'єр-міністром Франції, очолював кабінет міністрів Четвертої Французької республіки.

## Життєпис
Рене Плевен народився 15 квітня 1901 року у місті Ренн. Його батьком був полковник Жюль Плевен, викладач Військової школи Сен-Сір. Він здобув освіту в середніх школах Ренна і Лаваляю. Був також студентом Вільної школи політології. Вивчав юриспруденцію в Парижі. Починаючи з 1929 по  1939 рік Рене Плевен працював директором британської телефонної компанії обіймаючи, зокрема, посаду директора всіх операцій у Європі.
У 1939 році був мобілізований до Військово повітряних сил Франції як сержант запасу. Тоді Жан Моне призначив його заступником голови французької місії в США з закупівлі військових літаків. 
У 1940 році він вперше зустрівся з генералом Шарлем де Голлем та приєднався до заснованого ним (Шарлем де Голлем) патріотичного руху французів за національну незалежність Франції від фашистів — «Вільна Франція»
З 1941 року, під командуванням генерала Чарльза Леклерка був членом Французького національного комітету уряду у вигнанні, до свого повернення у Францію в 1944 році. Був головним організатором Браззавільської конференції, що відбулася на початку ]]1944]] року.
У Франції він зайняв, пост міністра колоній, а в листопаді 1944 року він був міністром фінансів у кабміні де Голля. У наступному кабінеті міністрів Жоржа Бідо, Рене Плевен отримав пост міністра оборони.
На піку своєї політичної кар'єри, з 1950 по 1952 років, Плевен був двічі прем'єр-міністром Франції.
З 1952 по 1954 рік удруге міністр оборони Франції.
У 1958 році Рене Плевен був призначений міністром закордонних справ Четвертої республіки.
З 1958 по 1969 роки був членом Європейського Парламенту.
З 1969 року міністр юстиції Франції.
З 1974 по 1976 рр. — президентом Регіональної ради Бретані.